# Nacktbauchigel
Der Nacktbauchigel (Paraechinus nudiventris) ist eine Art der Wüstenigel innerhalb der Igel (Erinaceidae), die im Süden Indiens in den Bundesstaaten Kerala, Tamil Nadu und im Süden von Andhra Pradesh vorkommt.

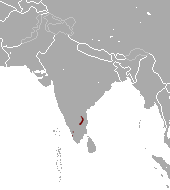
Das Verbreitungsgebiet des Nacktbauchigel

## Merkmale
Vom Nacktbauchigel wurden niemals genaue Angaben zur Größe oder zum Gewicht veröffentlicht. Thomas Horsfield, der Autor der Erstbeschreibung, bemerkt, dass er nur halb so groß wie der Indische Langohrigel (Hemiechinus collaris) ist und Corbet und Hill geben an, dass der Nacktbauchigel verglichen mit dem Indischen Igel (Paraechinus micropus) kleinere Ohren, ein braunes Halsband und nur einen sehr wenig entwickelten dritten oberen Prämolar hat. Der Schwanz ist klein und unter den Stacheln nicht sichtbar. Die Stacheln haben eine raue Oberfläche und eine Rille in Längsrichtung. Ihre Basis und die Spitze sind gelblich, die Mitte ist schwarz. Kopf und Ohren sind unbehaart und rußschwarz gefärbt. Der Stirn ist weißlich. Die Kehle, die Brust und der Bauch sind ebenfalls unbehaart und von kastanienbrauner Farbe, eher schwärzlich, die Seiten sind schmutzig gelb. Die Ohren reichen über die Stacheln hinaus.

## Lebensraum und Lebensweise
Der Nacktbauchigel lebt in trockenen Landschaften mit Felsen, Büschen, Akazien und anderen Bäumen. Er ist einzelgängerisch, nacht- und dämmerungsaktiv und verbringt den Tag in einem Bau unter der Erde oder versteckt zwischen Felsen. Der Nacktbauchigel ernährt sich vor allem von Insekten. Außerdem frisst er Skorpione, andere Wirbellose, die Eier bodenbrütender Vögel und kleine Wirbeltiere. Die Tiere vermehren sich wahrscheinlich nur einmal im Jahr. Ansonsten ist nichts über ihre Fortpflanzung bekannt.

## Gefährdung und Schutz
Die Art wird von der International Union for Conservation of Nature and Natural Resources (IUCN) als ungefährdet (Least Concern) gelistet. Er hat zwar nur ein kleines Verbreitungsgebiet, ist dort jedoch häufig.